# Kommunikationsplattform
Kommunikationsplattform är dokument som innehåller riktlinjer för ett företags kommunikation, såväl intern som extern. Kommunikationsplattformen kan bland annat omfatta bland annat huvudbudskap, målgrupper, argumentation, tonläge, grafisk profil (form, användning, applikationer, m.m.), positionering och informationskanaler.